# Clover (Торико Тия)
Clover (яп. クローバー куро:ба:, «Клевер») — манга, созданная японской художницей Торико Тией (яп. 稚野鳥子). Эта работа принесла популярность автору. Изначально манга публиковалась в ежемесячном журнале Bouquet компании Shueisha, который был закрыт в марте 2000 года, затем была перенесена в сёдзё-журнал Cookie, а с 2006 года выходила в дзёсэй-журнале Chorus того же издательства. Последняя 91 глава была опубликована в апреле 2010 года, в 6 номере Chorus. Последний том был издан 23 в апреле 2010 года.
Различные тома Clover неоднократно попадали в список бестселлеров Японии: 18 том занял пятую строчку в списке самых продаваемых комиксов мая—июня 2007 года. 21-й стал десятым в декабре—январе 2009 года, 22-й поднялся на третью строчку в августе 2009 года, уступив Glass no Kamen, Mei-chan no Shitsuji и Detective Conan. 23-й том занял 17 позицию.
```
В 2014 году по манге был снят  одноимённый полнометражный фильм  .
```

## Сюжет
Главной героиней является 21-летняя молодая офис-леди Сая Судзуки (鈴木沙耶), которая по-прежнему хранит верность своему другу детства и влюблена в него на протяжении уже семи лет. За Саей начинает ухаживать её босс. Дальнейший сюжет посвящён романтическим отношениям между ними, а также событиям из жизни друзей Саи.